# Violeta Friedman
Violeta Friedman (n. 1930, Marghita - d. 4 octombrie 2000, Madrid) a fost o evreică din Transilvania, supraviețuitoare a Holocaustului, care s-a stabilit în Spania și a povestit ulterior experiențele ei în cartea sa Mis memorias (1995), publicată în Spania.
A fost înmormântată în Cimitirul Evreiesc din Madrid, Spania.